# Hollyford
Hollyford is een plaats in het Ierse graafschap Tipperary. De plaats telt minder dan 100 inwoners.